# Moon Crash
Pour plus de détails, voir Fiche technique et Distribution.
Moon Crash est un film de science-fiction américain réalisé par Noah Luke, sorti en 2022. L’acteur principal est Jeremy London.

## Synopsis
En raison de la rareté des ressources sur Terre, l’exploitation minière est effectuée sur la lune grâce à la coopération entre des sociétés aéronautiques et industrielles. Des matières premières importantes pour l’humanité sont extraites. Afin d’être récompensée pour ses efforts avec de gros bonus, Taurus Mining Corporation intensifie le forage laser, provoquant la rupture en deux de la lune. L’une de ces parties menace d’entrer en collision avec la Terre en moins de 12 heures. L’entrepreneur en aviation Steve Sawyer, PDG de Sawyer Aerospace, rencontre son ex-femme Amanda Sawyer dans le désert de Mojave. Depuis qu’il a amené les mineurs sur la lune dans son vaisseau spatial Luna 5, il se sent responsable de leur sort.
Avec son ex-femme et son frère Logan Sawyer, capitaine du vaisseau spatial Luna 5, il tente de sauver les survivants sur la lune et d’empêcher la catastrophe. Pendant ce temps, le général Madden poursuit le plan de destruction de la moitié de la lune avec des armes nucléaires, sans tenir compte des dommages qui en découleront.

## Distribution
- Jeremy London : Général Madden
- Tyler Christopher : Steve Sawyer
- Jamison Jones : Logan Sawyer
- Pauline Egan : Amanda Sawyer
- Jenny Tran : Jing
- Marisha Shine : Nina
- Eva Ceja : Dominique
- Alexa Marie Anderson : Carrie
- Ricardo Herranz : Dominic
- Azeem Vecchio : Bobby
- Sierra Collins : Christine
- Joe Finfera : Dave
- Andrew Colford : Kyle
- Marc Gutierrez : Lieutenant
- Maia Sky : Madame Secretary[1]

## Production
Il s’agit d’un mockbuster du film Moonfall de Roland Emmerich, sorti la même année. Il a été réalisé par Noah Luke et écrit par Lauren Pritchard et Joe Roche, qui avaient déjà de l’expérience avec les mockbusters avec Planet Dune et Robot Apocalypse. À l’exception du danger pour la Terre dû à la lune et d’un titre similaire, Moon Crash n’a pas d’autres similitudes avec son modèle hollywoodien.

## Sortie
Moon Crash est sorti aux États-Unis, en vidéo à la demande, le 1er février 2022, trois jours avant le film de Roland Emmerich. En Allemagne, le film est sorti le 24 juin 2022 sous le titre long Moon Crash – There are only 12 hours! en location de vidéo. Le film a connu sa première diffusion télévisée gratuite le 30 août 2022 sur Tele 5.

## Accueil

### Réception critique
Filmdienst décrit un « Film trash de science-fiction ennuyeux. »
En revanche, pour Cinema.de, « Les effets spéciaux sont corrects pour un film bon marché. »
The Night of the Living Texts constate que l’intrigue est similaire aux productions Meteor Moon et Impact Zéro de The Asylum, toutes deux de 2020. Ceci est attribué au fait que Joe Roche est également intervenu en tant que scénariste sur ces films.
Dans le score du public, le classement du public sur Rotten Tomatoes, le film n’a reçu aucune note en raison du manque de votes. Dans l’Internet Movie Database, le film a une note de 2,4 étoiles sur 10,0 possibles avec plus de 300 votes (au 21 août 2022).